# Charles Porée
Charles Porée, född den 4 september 1675 i Vendes och död den 11 januari 1741 i Paris, var en fransk pedagog, talare, poet och litteratör. Charles Porée var son till Thomas Porée och Madeleine Richer, från la Ferté-Macé. Hans bror Charles-Gabriel var likaledes skribent.